# Rivalità Đoković-Nadal
Novak Đoković e Rafael Nadal sono due giocatori professionisti di tennis che hanno dato vita ad una rivalità tra le più intense della storia di questo sport. I due si sono affrontati 60 volte dal 2006 (un record per l'era open); il testa a testa vede il tennista serbo in vantaggio 31-29. È anche la più grande rivalità della storia sia dei tornei del Grande Slam, con 18 incontri disputati (11-7 per Nadal), di cui 9 finali (bilancio 5-4 per Nadal) sia dei tornei Masters 1000, con 29 incontri disputati (16-13 per Đokovic), di cui 14 finali (record, con il bilancio in parità 7-7).

## Storia
Sebbene i due si affrontino con regolarità fin dal 2006 è corretto parlare di vera e propria rivalità solo per quanto riguarda le sfide dal 2009 in poi, infatti nelle prime tre stagioni il bilancio dei loro confronti è decisamente a favore del tennista iberico, un netto 10-4 in favore di Nadal nonostante le loro partite siano state spesso avvincenti, e infine la seconda parte della rivalità, sopra accennata, che vede gli scontri diretti favorire il serbo 27-19.
Il 2009 è il primo anno in cui i due atleti sono sullo stesso livello, infatti dopo la stagione sulla terra battuta, in cui Nadal infligge un 4-0 (Coppa Davis, Montecarlo, Roma e Madrid), nella stagione sul cemento è Đoković ad eliminare ripetutamente Rafa battendolo a Cincinnati, Parigi e all'ATP World Tour Finals. In quell'anno i due giocatori si sono resi protagonisti di una partita memorabile, nella semifinale del torneo di Madrid il tennista spagnolo ha battuto il serbo per 3-6, 7-6(5), 7-6(9) al termine di una combattuta partita durata quattro ore e due minuti, stabilendo il record della più lunga partita ufficiale mai disputata al meglio dei tre set.
Nel 2010 i due rivali si sono affrontati solo due volte, per la prima volta si sono fronteggiati in una finale del Grande Slam, teatro dell'evento è stato l'US Open e la partita si è conclusa con la vittoria di Nadal per 3-1 (6–4, 5–7, 6–4, 6–2 il punteggio finale), poi nel torneo di fine anno in semifinale Nadal ha nuovamente battuto Đoković in due set nel girone (7–5, 6–2).
Il 2011 è stato l'anno dell'inversione di tendenza; all'inizio della stagione Nadal poteva ancora vantare un bilancio di 16-7 in suo favore. Đoković ha vinto l'Australian Open e poi si è reso protagonista di un evento senza precedenti: infatti nei primi 5 ATP World Tour Masters 1000 della stagione i due rivali si sono affrontati in 4 finali. Ad Indian Wells e Miami Đoković ha confermato la propria forza sul campo in cemento vincendo entrambe le combattute partite al terzo set, poi non ha potuto prendere parte al torneo di Monte Carlo, lasciando a Nadal campo libero per il suo sesto successo consecutivo nella competizione. Lo spagnolo è unanimente considerato il più forte giocatore del mondo sulla terra rossa e infatti Đoković non ha mai battuto Nadal in precedenza sulla terra (9 vittorie consecutive per lo spagnolo), tuttavia i suoi continui progressi hanno reso la finale di Madrid una partita dall'esito incerto. Infatti Đoković sconfigge Nadal davanti al suo pubblico in due set molto combattuti, una settimana dopo i due sono di nuovo di fronte nella finale di Roma e ancora una volta Đoković vince in due combattuti set, diventando il terzo giocatore nella storia ad aver battuto Nadal due volte sul campo di terra (dopo Gastón Gaudio e Roger Federer) e il primo a riuscirci in così poco tempo di distanza.

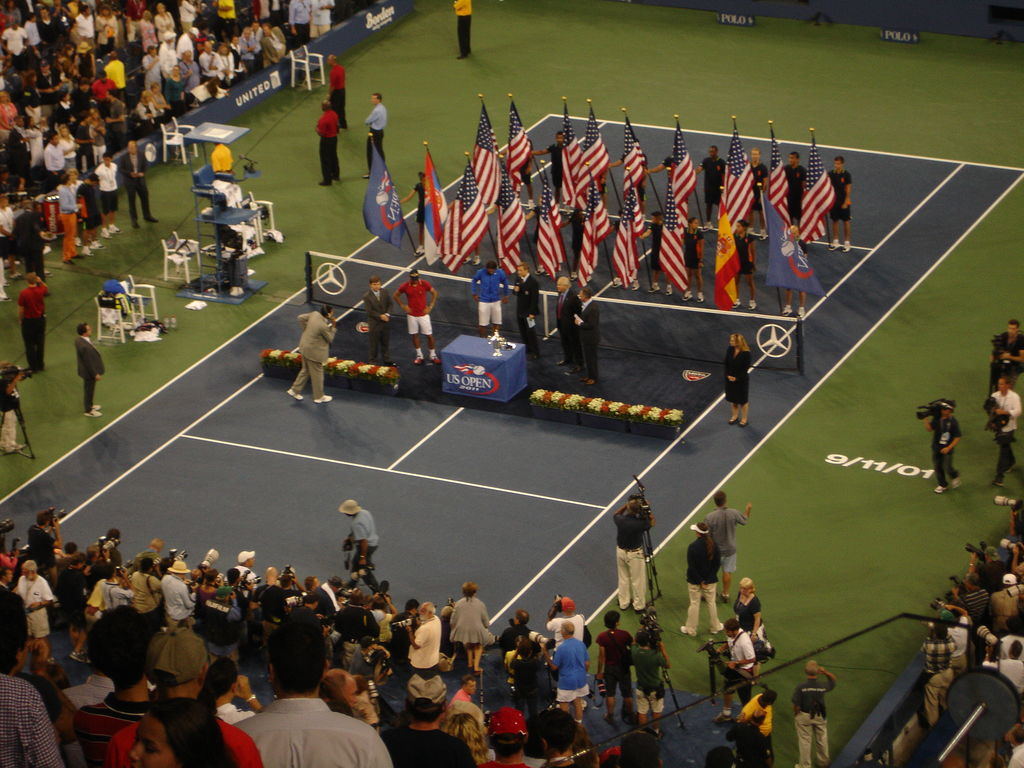
Cerimonia di premiazione dopo la finale degli US Open del 2011

Il 3 luglio 2011 si affrontano nella loro seconda finale del Grande Slam a Wimbledon, il tennista serbo si è imposto per tre set a uno (6–4, 6–1, 1–6, 6–3 il punteggio). Il 12 settembre 2011 si affrontano nella loro terza finale del Grande Slam agli US Open, il tennista serbo si è imposto per tre set a uno. Il serbo ha quindi vinto tutte e sei le partite giocate con lo spagnolo durante l'anno.
La nuova stagione comincia con la terza finale Slam consecutiva per i due, a Melbourne. L'incontro risulterà la più lunga finale nella storia dei major con la vittoria di Đoković per 5-7 6-4 6-2 65-7 7-5 in quasi sei ore. È sulla terra battuta che Nadal ferma la serie di sette sconfitte, vince infatti le finali di Montecarlo, Roma e Parigi. A causa dell'infortunio dello spagnolo, che lo ha allontanato per tutto il finale di stagione, i due si ritrovano in campo solo al Monte Carlo Rolex Masters 2013 dove Đoković interrompe la serie di vittorie consecutive dell'iberico in terra monegasca, diventando il secondo giocatore ad aver sconfitto il tennista di Manacor per tre volte sulla terra battuta (dopo Gaudio). A Parigi, causa anche la perdita di posizioni in classifica di Nadal, si incontrano in semifinale ed è Nadal ad avere la meglio guadagnandosi l'accesso all'ottava finale nello Slam parigino, che successivamente vincerà.
I successivi due incontri si giocano sul duro, in semifinale a Montreal la spunta lo spagnolo al tie-break del terzo set mentre a settembre si affrontano in finale agli US Open. Nella loro sesta finale Slam vince Nadal in quattro set e ottiene la ventiduesima vittoria sul serbo.Gli ultimi due incontri della stagione vengono vinti dal serbo, prima in finale nell'Atp 500 di Pechino e successivamente al Master di fine anno (entrambe le vittorie conquistate in due set con il medesimo punteggio 6-3, 6-4).
Nel 2014 i due si affrontano 3 volte, a Miami e a Roma dove vince Đoković, anche piuttosto nettamente, infine all'Open di Francia dove trionfa Nadal.
Nel 2015 i due si sono affrontati 4 volte, una al Masters di Monte Carlo una all'Open di Francia, una al China open, e una agli Atp World Tour Finals; in tutte le occasioni a trionfare è stato Đoković, rispettivamente per 6-3, 6-3 per 7-5, 6-3, 6-1 per 6-2 6-2 e per 6-3, 6-3.
Il 2016 propone il primo incontro tra i due tennisti in occasione della finale del Qatar Open ATP a Doha; Đoković si impone nettamente sul rivale spagnolo con il punteggio di 6-1, 6-2, dando una grande prova di forza, accentuando, tuttavia, i problemi tecnici, fisici, ma soprattutto mentali che avvolgono lo spagnolo nell'ultimo periodo (Đoković vince in ogni caso la 9° delle ultime 10 sfide contro il rivale spagnolo). 
Đoković continua poi il personale filotto di vittorie contro il rivale battendolo ancora nella semi-finale del torneo di Indian Wells con il punteggio di 7-6 6-2, per poi sconfiggerlo al Foro Italico nei quarti per 7-5 7-6.
Nel 2018, i due, dopo due anni, si affrontano nuovamente nello scenario senza tempo di Wimbledon: sebbene sia "semplicemente" una semifinale, per gli addetti ai lavori e gli opinionisti è questa la vera finale del torneo, data l'uscita anticipata del detentore Roger Federer ai quarti di finale contro il sudafricano Kevin Anderson.
In un match pieno di sensazioni emozionanti e uno straordinario tennis diviso in due giorni a causa di una sospensione per oscurità sul 2-1, Đoković, il serbo ha battuto il mancino di Manacor 6-4, 3-6, 7-6, 3-6, 10-8 in 5 ore e 15 minuti, assicurandosi un posto nella sua prima finale in uno Slam dopo quasi due anni. Finale che vincerà battendo in 3 set Anderson, vincendo così il suo 13º torneo del Grand Slam (quarto Wimbledon).
Nel 2019 i due si affrontano due volte, con una vittoria per parte.
Đoković vince 6-3, 6-2, 6-3 la finale degli Australian Open, aggiudicandosi il suo settimo trofeo nello Slam australiano e infliggendo al maiorchino la prima sconfitta per tre set a zero in una finale di un Major. 
Nadal si prende la rivincita vincendo in finale in tre set a Roma, vincendo il suo nono trofeo nella capitale italiana e portando il confronto 28-26 per il serbo.
Il 2020 si apre con la prima edizione dell'ATP Cup, che in finale vede la Serbia di Đoković opporsi alla Spagna di Nadal. Nel secondo incontro di singolare Đoković sconfigge il maiorchino con il punteggio di 6-2, 7-64, permettendo alla Serbia di pareggiare la serie e di vincere il torneo una volta vinto anche l'incontro di doppio. I due tornano a riaffrontarsi al Roland Garros, dove Nadal vince col punteggio di 6-0, 6-2, 7-5 vincendo il ventesimo titolo dello Slam in carriera (eguaglia così il record di Federer), per Djokovic si tratta della quarta sconfitta in finale a Parigi, la terza subita da Nadal dopo quelle del 2012 e 2014.
Nel 2021 i due si affrontano in finale a Roma, con Nadal che batte Đoković in tre set (7-5, 1-6, 6-3), vincendo il suo decimo trofeo nella capitale italiana e portando il confronto 29-28 per il serbo. I due si sono affrontati successivamente nella semifinale del Roland Garros e Djokovic ha battuto Nadal in quattro set (3-6, 6-3, 7-6, 6-2), diventando l'unico giocatore della storia ad aver battuto Nadal due volte al Roland Garros e portando il confronto 30-28 in suo favore.
Nel 2022 si affrontano nei quarti di finale del Roland Garros, nei quali si impone Nadal in quattro set, dopo 4 ore e 12 minuti di gioco.
Nel 2024, a due anni dall'ultimo confronto, i due si incontrano ai sedicesimi di finale delle Olimpiadi di Parigi, sedici anni dopo il primo e unico precedente in questo torneo, con Djokovic che si impone per 6-1, 6-4.

## Analisi

### Aspetti statistici
Dall'anno del primo titolo di Nadal (Open di Francia del 2005) ad oggi i due hanno vinto complessivamente 46 dei 74 titoli del Grande Slam, ventiquattro per il serbo (record assoluto) e ventidue per lo spagnolo. Inoltre Đoković detiene il maggior numero di vittorie all'Australian Open (dieci) nonché il record per il numero di vittorie consecutive (3) nell'Era Open. Nadal detiene il record di vittorie al Roland Garros (quattordici) e, nello stesso torneo, il record di vittorie consecutive (5). Di seguito è riportato un elenco schematico dei vincitori dei tornei del Grande Slam.
| Anno | Australian Open | Open di Francia | Wimbledon      | US Open               |
| ---- | --------------- | --------------- | -------------- | --------------------- |
| 2005 | Marat Safin     | Rafael Nadal    | Roger Federer  | Roger Federer         |
| 2006 | Roger Federer   | Rafael Nadal    | Roger Federer  | Roger Federer         |
| 2007 | Roger Federer   | Rafael Nadal    | Roger Federer  | Roger Federer         |
| 2008 | Novak Đoković   | Rafael Nadal    | Rafael Nadal   | Roger Federer         |
| 2009 | Rafael Nadal    | Roger Federer   | Roger Federer  | Juan Martín del Potro |
| 2010 | Roger Federer   | Rafael Nadal    | Rafael Nadal   | Rafael Nadal          |
| 2011 | Novak Đoković   | Rafael Nadal    | Novak Đoković  | Novak Đoković         |
| 2012 | Novak Đoković   | Rafael Nadal    | Roger Federer  | Andy Murray           |
| 2013 | Novak Đoković   | Rafael Nadal    | Andy Murray    | Rafael Nadal          |
| 2014 | Stan Wawrinka   | Rafael Nadal    | Novak Đoković  | Marin Čilić           |
| 2015 | Novak Đoković   | Stan Wawrinka   | Novak Đoković  | Novak Đoković         |
| 2016 | Novak Đoković   | Novak Đoković   | Andy Murray    | Stan Wawrinka         |
| 2017 | Roger Federer   | Rafael Nadal    | Roger Federer  | Rafael Nadal          |
| 2018 | Roger Federer   | Rafael Nadal    | Novak Đoković  | Novak Đoković         |
| 2019 | Novak Đoković   | Rafael Nadal    | Novak Đoković  | Rafael Nadal          |
| 2020 | Novak Đoković   | Rafael Nadal    | Non disputato  | Dominic Thiem         |
| 2021 | Novak Đoković   | Novak Đoković   | Novak Đoković  | Daniil Medvedev       |
| 2022 | Rafael Nadal    | Rafael Nadal    | Novak Đoković  | Carlos Alcaraz        |
| 2023 | Novak Đoković   | Novak Đoković   | Carlos Alcaraz | Novak Đoković         |
| 2024 | Jannik Sinner   | Carlos Alcaraz  | Carlos Alcaraz | Jannik Sinner         |
| 2025 | Jannik Sinner   | Carlos Alcaraz  | Jannik Sinner  |                       |

## Statistiche

### Risultati per torneo
- Totale: Đoković, 31–29
  - Incontri Grande Slam: Nadal, 11–7
    - Australian Open: Đoković, 2–0
    - Roland Garros: Nadal, 8–2
    - Wimbledon: Đoković, 2–1
    - US Open: Nadal, 2–1

  - Incontri Tennis Masters Cup/ATP Finals: Đoković, 3–2
  - Incontri ai Giochi Olimpici: Parità, 1–1
  - Incontri ATP Masters Series/ATP Tour Masters 1000: Đoković, 16–13
  - Incontri ATP 500: Đokovic, 2-0
  - Incontri ATP 250: Parità, 1-1
  - Incontri in Coppa Davis: Nadal, 1–0
  - Incontri in ATP Cup: Ðokovic, 1–0
  - Incontri al meglio dei 3 set: Ðokovic, 24–17
  - Incontri al meglio dei 5 set: Nadal, 12–7
  - Incontri al quinto set: Ðokovic, 2–1
  - Incontri vinti dopo aver perso il primo set: Ðokovic, 5–3
- Totale finali: Đoković, 16–13
  - Finali Grande Slam: Nadal, 5–4
    - Australian Open: Đoković, 2–0
    - Roland Garros: Nadal, 3–0
    - Wimbledon: Đoković, 1–0
    - US Open: Nadal, 2–1

  - Finali Masters Cup/ATP World Tour Finals: Đoković, 1–0
  - Finali ATP Masters Series/ATP World Tour Masters 1000: Parità, 7–7
  - Finali ATP 500: Đokovic, 2-0
  - Finali ATP 250: Parità, 1-1
  - Finali ATP Cup: Ðokovic, 1–0
- Totale set: Ðokovic, 84–77
  - Set decisivi: Nadal, 7–5
- Totale tiebreak: Nadal, 10–9
  - Tiebreak decisivi: Parità, 4–4

### Risultati per superficie
- Terra: Nadal 20–9
- Cemento: Đoković 20–7
  - Outdoor: Đoković 15–5
  - Indoor: Đoković 5–2
- Erba: Parità 2–2

|                                            | Cemento (o) | Cemento (o) | Terra | Terra   | Erba  | Erba    | Cemento (i) | Cemento (i) | Totale | Totale |
| Đoković                                    | Nadal       | Đoković     | Nadal | Đoković | Nadal | Đoković | Nadal       | Đoković     | Nadal  |        |
| ------------------------------------------ | ----------- | ----------- | ----- | ------- | ----- | ------- | ----------- | ----------- | ------ | ------ |
| Australian Open                            | 2           | 0           |       |         |       |         |             |             | 2      | 0      |
| Roland Garros                              |             |             | 2     | 8       |       |         |             |             | 2      | 8      |
| Wimbledon                                  |             |             |       |         | 2     | 1       |             |             | 2      | 1      |
| US Open                                    | 1           | 2           |       |         |       |         |             |             | 1      | 2      |
| Indian Wells                               | 3           | 1           |       |         |       |         |             |             | 3      | 1      |
| Miami                                      | 3           | 0           |       |         |       |         |             |             | 3      | 0      |
| Monte Carlo                                |             |             | 2     | 2       |       |         |             |             | 2      | 2      |
| Roma                                       |             |             | 3     | 6       |       |         |             |             | 3      | 6      |
| Amburgo /Madrid                            |             |             | 1     | 3       |       |         |             |             | 1      | 3      |
| Canada                                     | 1           | 1           |       |         |       |         |             |             | 1      | 1      |
| Cincinnati                                 | 2           | 0           |       |         |       |         |             |             | 2      | 0      |
| Parigi                                     |             |             |       |         |       |         | 1           | 0           | 1      | 0      |
| Pechino                                    | 2           | 0           |       |         |       |         |             |             | 2      | 0      |
| Tennis Masters Cup / ATP World Tour Finals |             |             |       |         |       |         | 3           | 2           | 3      | 2      |
| ATP Cup                                    |             |             |       |         |       |         | 1           | 0           | 1      | 0      |
| Queen's                                    |             |             |       |         | 0     | 1       |             |             | 0      | 1      |
| Doha                                       | 1           | 0           |       |         |       |         |             |             | 1      | 0      |
| Davis Cup                                  |             |             | 0     | 1       |       |         |             |             | 0      | 1      |
| Giochi Olimpici                            | 0           | 1           | 1     | 0       |       |         |             |             | 1      | 1      |
| Totale                                     | 15          | 5           | 9     | 20      | 2     | 2       | 5           | 2           | 31     | 29     |

## Elenco di tutte le sfide
ATP, Olimpiadi, Coppa Davis e Grande Slam.
| Legenda (2004–2008)           |
| Grande Slam                   |
| Tennis Masters Cup            |
| ATP Masters Series            |
| Giochi Olimpici               |
| ATP International Series Gold |
| ATP International Series      |
| Coppa Davis                   |

| Legenda (2009–presente) |
| Grande Slam             |
| ATP Finals              |
| ATP Tour Masters 1000   |
| Giochi Olimpici         |
| ATP Tour 500            |
| ATP Tour 250            |
| Coppa Davis             |
| ATP Cup                 |

### Partite ufficiali nel singolare, Đoković 32-29
| No. | Data              | Torneo, luogo                                          | Superficie  | Turno           | Vincitore | Punteggio                   | Durata | Đoković | Nadal |
| --- | ----------------- | ------------------------------------------------------ | ----------- | --------------- | --------- | --------------------------- | ------ | ------- | ----- |
| 1.  | 7 giugno 2006     | Open di Francia, Parigi                                | Terra rossa | Quarti          | Nadal     | 6–4, 6–4, rit               | 1:54   | 0       | 1     |
| 2.  | 18 marzo 2007     | Pacific Life Open, Indian Wells                        | Cemento     | Finale          | Nadal     | 6–2, 7–5                    | 1:34   | 0       | 2     |
| 3.  | 29 marzo 2007     | Sony Ericsson Open, Miami                              | Cemento     | Quarti          | Đoković   | 6–3, 6–4                    | 1:37   | 1       | 2     |
| 4.  | 11 maggio 2007    | Internazionali BNL d'Italia, Roma                      | Terra rossa | Quarti          | Nadal     | 6–2, 6–3                    | 1:41   | 1       | 3     |
| 5.  | 8 giugno 2007     | Open di Francia, Parigi                                | Terra rossa | Quarti          | Nadal     | 7–5, 6–4, 6–2               | 2:28   | 1       | 4     |
| 6.  | 7 luglio 2007     | Torneo di Wimbledon, Londra                            | Erba        | Semifinale      | Nadal     | 3–6, 6–1, 4–1, rit          | 1:41   | 1       | 5     |
| 7.  | 11 agosto 2007    | Canada Masters, Montréal                               | Cemento     | Semifinale      | Đoković   | 7–5, 6–3                    | 1:51   | 2       | 5     |
| 8.  | 15 novembre 2007  | Tennis Masters Cup, Shanghai                           | Cemento (i) | Round Robin     | Nadal     | 6–4, 6–4                    | 1:44   | 2       | 6     |
| 9.  | 24 marzo 2008     | Pacific Life Open, Indian Wells                        | Cemento     | Semifinale      | Đoković   | 6–3, 6–2                    | 1:28   | 3       | 6     |
| 10. | 18 maggio 2008    | Hamburg Masters, Amburgo                               | Terra rossa | Semifinale      | Nadal     | 7–5, 2–6, 6–2               | 3:03   | 3       | 7     |
| 11. | 6 giugno 2008     | Open di Francia, Parigi                                | Terra rossa | Semifinale      | Nadal     | 6–4, 6–2, 7–6(3)            | 2:49   | 3       | 8     |
| 12. | 15 giugno 2008    | Queen's Club Championships, Londra                     | Erba        | Finale          | Nadal     | 7–6(6), 7–5                 | 2:16   | 3       | 9     |
| 13. | 3 agosto 2008     | Cincinnati Masters, Cincinnati                         | Cemento     | Semifinale      | Đoković   | 6–1, 7–5                    | 1:26   | 4       | 9     |
| 14. | 16 agosto 2008    | XXIX Giochi Olimpici, Pechino                          | Cemento     | Semifinale      | Nadal     | 6–4, 1–6, 6–4               | 2:10   | 4       | 10    |
| 15. | 8 marzo 2009      | Coppa Davis, World Group, ESP vs SRB                   | Terra rossa | IT/IV rubber    | Nadal     | 6–4, 6–4, 6–1               | 2:28   | 4       | 11    |
| 16. | 19 aprile 2009    | Monte Carlo Rolex Masters, Monte Carlo                 | Terra rossa | Finale          | Nadal     | 6–3, 2–6, 6–1               | 2:43   | 4       | 12    |
| 17. | 3 maggio 2009     | Internazionali BNL d'Italia, Roma                      | Terra rossa | Finale          | Nadal     | 7–6(2), 6–2                 | 2:03   | 4       | 13    |
| 18. | 16 maggio 2009    | Mutua Madrileña Madrid Open, Madrid                    | Terra rossa | Semifinale      | Nadal     | 3–6, 7–6(5), 7–6(9)         | 4:03   | 4       | 14    |
| 19. | 23 agosto 2009    | Western & Southern Financial Group Masters, Cincinnati | Cemento     | Semifinale      | Đoković   | 6–1, 6–4                    | 1:32   | 5       | 14    |
| 20. | 14 novembre 2009  | BNP Paribas Masters, Parigi                            | Cemento (i) | Semifinale      | Đoković   | 6–2, 6–3                    | 1:17   | 6       | 14    |
| 21. | 27 novembre 2009  | ATP World Tour Finals, Londra                          | Cemento (i) | Round Robin     | Đoković   | 7–6(5), 6–3                 | 1:58   | 7       | 14    |
| 22. | 13 settembre 2010 | US Open, New York                                      | Cemento     | Finale          | Nadal     | 6–4, 5–7, 6–4, 6–2          | 3:43   | 7       | 15    |
| 23. | 24 novembre 2010  | ATP World Tour Finals, Londra                          | Cemento (i) | Round Robin     | Nadal     | 7–5, 6–2                    | 1:52   | 7       | 16    |
| 24. | 20 marzo 2011     | BNP Paribas Open, Indian Wells                         | Cemento     | Finale          | Đoković   | 4–6, 6–3, 6–2               | 2:25   | 8       | 16    |
| 25. | 3 aprile 2011     | Sony Ericsson Open, Miami                              | Cemento     | Finale          | Đoković   | 4–6, 6–3, 7–6(4)            | 3:21   | 9       | 16    |
| 26. | 8 maggio 2011     | Mutua Madrileña Madrid Open                            | Terra rossa | Finale          | Đoković   | 7–5, 6–4                    | 2:17   | 10      | 16    |
| 27. | 15 maggio 2011    | Internazionali BNL d'Italia, Roma                      | Terra rossa | Finale          | Đoković   | 6–4, 6–4                    | 2:12   | 11      | 16    |
| 28. | 3 luglio 2011     | Torneo di Wimbledon, Londra                            | Erba        | Finale          | Đoković   | 6–4, 6–1, 1–6, 6–3          | 2:28   | 12      | 16    |
| 29. | 12 settembre 2011 | US Open, New York                                      | Cemento     | Finale          | Đoković   | 6–2, 6–4, 6(3)–7, 6–1       | 4:10   | 13      | 16    |
| 30. | 29 gennaio 2012   | Australian Open, Melbourne                             | Cemento     | Finale          | Đoković   | 5–7, 6–4, 6–2, 6(3)–7, 7–5  | 5:53   | 14      | 16    |
| 31. | 22 aprile 2012    | Monte Carlo Masters, Monte Carlo                       | Terra rossa | Finale          | Nadal     | 6–3, 6–1                    | 1:18   | 14      | 17    |
| 32. | 21 maggio 2012    | Internazionali BNL d'Italia, Roma                      | Terra rossa | Finale          | Nadal     | 7–5, 6–3                    | 2:20   | 14      | 18    |
| 33. | 11 giugno 2012    | Open di Francia, Parigi                                | Terra rossa | Finale          | Nadal     | 6–4, 6–3, 2–6, 7–5          | 3:49   | 14      | 19    |
| 34. | 21 aprile 2013    | Monte Carlo Masters, Monte Carlo                       | Terra rossa | Finale          | Đoković   | 6–2, 7–6(1)                 | 1:52   | 15      | 19    |
| 35. | 7 giugno 2013     | Open di Francia, Parigi                                | Terra rossa | Semifinale      | Nadal     | 6–4, 3–6, 6–1, 6(3)–7, 9–7  | 4:37   | 15      | 20    |
| 36. | 11 agosto 2013    | Rogers Cup, Montréal                                   | Cemento     | Semifinale      | Nadal     | 6–4, 3–6, 7–6(2)            | 2:28   | 15      | 21    |
| 37. | 9 settembre 2013  | US Open, New York                                      | Cemento     | Finale          | Nadal     | 6–2, 3–6, 6–4, 6–1          | 3:21   | 15      | 22    |
| 38. | 6 ottobre 2013    | China Open, Pechino                                    | Cemento     | Finale          | Đoković   | 6–3, 6–4                    | 1:27   | 16      | 22    |
| 39. | 11 novembre 2013  | ATP World Tour Finals, Londra                          | Cemento (i) | Finale          | Đoković   | 6–3, 6–4                    | 1:36   | 17      | 22    |
| 40. | 30 marzo 2014     | Sony Open Tennis, Miami                                | Cemento     | Finale          | Đoković   | 6–3, 6–3                    | 1:23   | 18      | 22    |
| 41. | 18 maggio 2014    | Internazionali BNL d'Italia, Roma                      | Terra rossa | Finale          | Đoković   | 4–6, 6–3, 6–3               | 2:19   | 19      | 22    |
| 42. | 8 giugno 2014     | Open di Francia, Parigi                                | Terra rossa | Finale          | Nadal     | 3–6, 7–5, 6–2, 6–4          | 3:31   | 19      | 23    |
| 43. | 18 aprile 2015    | Monte Carlo Masters, Monte Carlo                       | Terra rossa | Semifinale      | Đoković   | 6–3, 6–3                    | 1:37   | 20      | 23    |
| 44. | 3 giugno 2015     | Open di Francia, Parigi                                | Terra rossa | Quarti          | Đoković   | 7–5, 6–3, 6–1               | 2:26   | 21      | 23    |
| 45. | 11 ottobre 2015   | China Open, Pechino                                    | Cemento     | Finale          | Đoković   | 6–2, 6–2                    | 1:30   | 22      | 23    |
| 46. | 20 novembre 2015  | ATP World Tour Finals, Londra                          | Cemento (i) | Semifinale      | Đoković   | 6–3, 6–3                    | 1:19   | 23      | 23    |
| 47. | 9 gennaio 2016    | Qatar Open ATP, Doha, Qatar                            | Cemento     | Finale          | Đoković   | 6–1, 6–2                    | 1:13   | 24      | 23    |
| 48. | 19 marzo 2016     | BNP Paribas Open, Indian Wells                         | Cemento     | Semifinale      | Đoković   | 7–6, 6–2                    | 1:58   | 25      | 23    |
| 49. | 13 maggio 2016    | Internazionali BNL d'Italia, Roma                      | Terra rossa | Quarti          | Đoković   | 7–5, 7–6(4)                 | 2:24   | 26      | 23    |
| 50. | 13 maggio 2017    | Mutua Madrileña Madrid Open, Madrid                    | Terra rossa | Semifinale      | Nadal     | 6–2, 6–4                    | 1:38   | 26      | 24    |
| 51. | 19 maggio 2018    | Internazionali BNL d'Italia, Roma                      | Terra rossa | Semifinale      | Nadal     | 7–6(4), 6–3                 | 1:56   | 26      | 25    |
| 52. | 13 luglio 2018    | Torneo di Wimbledon, Londra                            | Erba        | Semifinale      | Đoković   | 6–4, 3–6, 7–6(9), 3–6, 10–8 | 5:15   | 27      | 25    |
| 53. | 27 gennaio 2019   | Australian Open, Melbourne                             | Cemento     | Finale          | Đoković   | 6–3, 6–2, 6–3               | 2:06   | 28      | 25    |
| 54. | 19 maggio 2019    | Internazionali BNL d'Italia, Roma                      | Terra rossa | Finale          | Nadal     | 6–0, 4–6, 6–1               | 2:29   | 28      | 26    |
| 55. | 12 gennaio 2020   | ATP Cup, SRB vs ESP                                    | Cemento (i) | Finale          | Đoković   | 6–2, 7–6(4)                 | 1:57   | 29      | 26    |
| 56. | 11 ottobre 2020   | Open di Francia, Parigi                                | Terra rossa | Finale          | Nadal     | 6–0, 6–2, 7–5               | 2:41   | 29      | 27    |
| 57. | 16 maggio 2021    | Internazionali BNL d'Italia, Roma                      | Terra rossa | Finale          | Nadal     | 7–5, 1–6, 6–3               | 2:49   | 29      | 28    |
| 58. | 11 giugno 2021    | Open di Francia, Parigi                                | Terra rossa | Semifinale      | Đoković   | 3–6, 6–3, 7–6(4), 6–2       | 4:11   | 30      | 28    |
| 59. | 31 maggio 2022    | Open di Francia, Parigi                                | Terra rossa | Quarti          | Nadal     | 6–2, 4–6, 6–2, 7–6(4)       | 4:12   | 30      | 29    |
| 60. | 29 luglio 2024    | XXXIII Giochi Olimpici, Parigi                         | Terra rossa | 2º Turno        | Đoković   | 6–1, 6–4                    | 1:44   | 31      | 29    |
| 61  | 19 ottobre 2024   | 6 Kings Slam Arabia                                    | Cemento (i) | Finale 3° Posto | Đoković   | 6–2, 7–6(5)                 | 1:58   | 32      | 29    |

### Partite ufficiali nel doppio, Nadal 2-0
| No. | Data | Torneo, luogo                    | Superficie | Turno | Coppia vincitrice           | Coppia perdente                | Punteggio   |
| --- | ---- | -------------------------------- | ---------- | ----- | --------------------------- | ------------------------------ | ----------- |
| 1.  | 2009 | Canada Masters, Montréal, Canada | Cemento    | 1T    | Rafael Nadal Francisco Roig | Novak Đoković Dušan Vemić      | 7–5 6–4     |
| 2.  | 2015 | Qatar Open ATP, Doha, Qatar      | Cemento    | SF    | Juan Mónaco Rafael Nadal    | Filip Krajinović Novak Đoković | 7–6(3), 6–1 |

## Performance annuali nel Grande Slam
- Grassetto = si sono incontrati in finale.
- Corsivo = si sono incontrati durante il torneo.

### 2003–2008
| Giocatore | 2003 | 2003 | 2003 | 2003 | 2004 | 2004 | 2004 | 2004 | 2005 | 2005 | 2005 | 2005 | 2006 | 2006 | 2006 | 2006 | 2007 | 2007 | 2007 | 2007 | 2008 | 2008 | 2008 | 2008 |
| --------- | ---- | ---- | ---- | ---- | ---- | ---- | ---- | ---- | ---- | ---- | ---- | ---- | ---- | ---- | ---- | ---- | ---- | ---- | ---- | ---- | ---- | ---- | ---- | ---- |
| Giocatore | AUS  | FRA  | WIM  | USA  | AUS  | FRA  | WIM  | USA  | AUS  | FRA  | WIM  | USA  | AUS  | FRA  | WIM  | USA  | AUS  | FRA  | WIM  | USA  | AUS  | FRA  | WIM  | USA  |
| Đoković   | A    | A    | A    | A    | A    | A    | A    | A    | 1T   | 2T   | 3T   | 3T   | 1T   | QF   | 4T   | 3T   | 4T   | SF   | SF   | F    | V    | SF   | 2T   | SF   |
| Nadal     | A    | A    | 3T   | 2T   | 3T   | A    | A    | 3T   | 4T   | V    | 2T   | 3T   | A    | V    | F    | QF   | QF   | V    | F    | 4T   | SF   | V    | V    | SF   |

### 2009–2014
| Giocatore | 2009 | 2009 | 2009 | 2009 | 2010 | 2010 | 2010 | 2010 | 2011 | 2011 | 2011 | 2011 | 2012 | 2012 | 2012 | 2012 | 2013 | 2013 | 2013 | 2013 | 2014 | 2014 | 2014 | 2014 |
| --------- | ---- | ---- | ---- | ---- | ---- | ---- | ---- | ---- | ---- | ---- | ---- | ---- | ---- | ---- | ---- | ---- | ---- | ---- | ---- | ---- | ---- | ---- | ---- | ---- |
| Giocatore | AUS  | FRA  | WIM  | USA  | AUS  | FRA  | WIM  | USA  | AUS  | FRA  | WIM  | USA  | AUS  | FRA  | WIM  | USA  | AUS  | FRA  | WIM  | USA  | AUS  | FRA  | WIM  | USA  |
| Đoković   | QF   | 3T   | QF   | SF   | QF   | QF   | SF   | F    | V    | SF   | V    | V    | V    | F    | SF   | F    | V    | SF   | F    | F    | QF   | F    | V    | SF   |
| Nadal     | V    | 4T   | A    | SF   | QF   | V    | V    | V    | QF   | V    | F    | F    | F    | V    | 2T   | A    | A    | V    | 1T   | V    | F    | V    | 4T   | A    |

### 2015–2020
| Giocatore | 2015 | 2015 | 2015 | 2015 | 2016 | 2016 | 2016 | 2016 | 2017 | 2017 | 2017 | 2017 | 2018 | 2018 | 2018 | 2018 | 2019 | 2019 | 2019 | 2019 | 2020 | 2020 | 2020 | 2020 |
| --------- | ---- | ---- | ---- | ---- | ---- | ---- | ---- | ---- | ---- | ---- | ---- | ---- | ---- | ---- | ---- | ---- | ---- | ---- | ---- | ---- | ---- | ---- | ---- | ---- |
| Giocatore | AUS  | FRA  | WIM  | USA  | AUS  | FRA  | WIM  | USA  | AUS  | FRA  | WIM  | USA  | AUS  | FRA  | WIM  | USA  | AUS  | FRA  | WIM  | USA  | AUS  | FRA  | WIM  | USA  |
| Đoković   | V    | F    | V    | V    | V    | V    | 3T   | F    | 2T   | QF   | QF   | A    | 4T   | QF   | V    | V    | V    | SF   | V    | 4T   | V    | F    | ND   | 4T   |
| Nadal     | QF   | QF   | 2T   | 3T   | 1T   | 3T   | A    | 4T   | F    | V    | 4T   | V    | QF   | V    | SF   | SF   | F    | V    | SF   | V    | QF   | V    | ND   | A    |

### 2021–Presente
| Giocatore | 2021 | 2021 | 2021 | 2021 | 2022 | 2022 | 2022 | 2022 | 2023 | 2023 | 2023 | 2023 | 2024 | 2024 | 2024 | 2024 |
| --------- | ---- | ---- | ---- | ---- | ---- | ---- | ---- | ---- | ---- | ---- | ---- | ---- | ---- | ---- | ---- | ---- |
| Giocatore | AUS  | FRA  | WIM  | USA  | AUS  | FRA  | WIM  | USA  | AUS  | FRA  | WIM  | USA  | AUS  | FRA  | WIM  | USA  |
| Đoković   | V    | V    | V    | F    | A    | QF   | V    | A    | V    | V    | F    | V    | SF   | QF   | F    |      |
| Nadal     | QF   | SF   | A    | A    | V    | V    | SF   | 4T   | 2T   | A    | A    | A    | A    | 1T   | A    | A    |